# Liga Latinoamérica
Liga Latinoamérica (LLA; tiếng Anh: Latin America League) là giải thể thao điện tử Liên Minh Huyền Thoại chuyên nghiệp cấp cao nhất của khu vực Mỹ Latin. Giải đấu thể thao điện tử được điều hành bởi Riot Games Latin America. Mỗi mùa thi đấu hàng năm được chia thành 2 mùa khai mạc và bế mạc, kết thúc bằng một giải đấu loại trực tiếp giữa bốn đội hàng đầu.
Các kế hoạch cho giải đấu đã được Riot Games công bố lần đầu tiên vào tháng 5 năm 2018, trong đó tuyên bố rằng họ sẽ hợp nhất hai giải đấu khu vực của Châu Mỹ Latin là Liga Latinoamérica Norte (LLN, North Latin America League) và Copa Latinoamérica Sur (CLS, South Latin America Cup), thành một giải đấu duy nhất - Liga Latinoamérica.

## Thể thức thi đấu
Mỗi mùa khai mạc (Apertura) và bế mạc (Clausura) bao gồm vòng bảng và vòng play-off. Ở vòng bảng, các đội thi đấu giành điểm theo thể thức vòng tròn 2 lượt. Sáu đội đứng đầu từ vòng bảng tiến đến vòng loại trực tiếp, trong đó sử dụng thể thức "Nhánh thắng - thua". Trong mùa giải 2019, không có giai đoạn nào ở vòng bảng, và sáu đội đã tham gia vào một vòng đấu loại trực tiếp duy nhất trong giai đoạn vòng loại.

### Vòng bảng
- 7 đội tham gia.
- Vòng tròn 2 lượt tính điểm, các trận đấu diễn ra theo thể thức Bo3.
- 6 đội có thành tích tốt nhất sẽ tiến vào Vòng loại trực tiếp.

### Vòng loại trực tiếp
- Thể thức Nhánh thắng - thua.
  - 4 đội có thành tích tốt nhất sẽ bắt đầu thi đấu tại nhánh thắng. Đội xếp thứ 1 ở Vòng bảng sẽ có quyền chọn đội xếp thứ 3 hoặc thứ 4 làm đối thủ, trong khi đội xếp thứ 2 sẽ thi đấu với đội không được chọn.
  - 2 đội còn lại sẽ đối đầu với nhau tại nhánh thua.
- Tất cả các trận đấu diễn ra theo thể thức Bo5.
- Nhà vô địch sẽ đủ điều kiện tham dự Mid-Mùa Invitational (đối với giải khai mạc) & Chung kết thế giới (đối với giải bế mạc).

## Danh sách đội tuyển
Danh sách các đội tuyển tham gia LLA Khai Mạc 2024.
| Đội            | Xuất hiện lần đầu tại LLA | Vai trò thi đấu | Vai trò thi đấu | Vai trò thi đấu | Vai trò thi đấu | Vai trò thi đấu | Huấn luyện viên trưởng |
| Đội            | Xuất hiện lần đầu tại LLA | Đường trên      | Đi rừng         | Đường giữa      | Đường dưới      | Hỗ trợ          | Huấn luyện viên trưởng |
| -------------- | ------------------------- | --------------- | --------------- | --------------- | --------------- | --------------- | ---------------------- |
| All Knights    | Khai Mạc 2019             | Hidan           | Grell           | Nobody          | Trigo Lac       | Gastruks        | gafone                 |
| Estral Esports | Khai Mạc 2021             | Zothve          | Josedeodo       | cody            | SNAKER Bola     | ACKERMAN        | Snok                   |
| INFINITY       | Khai Mạc 2019             | Buggax ZOEN     | Solid           | Kiefer          | Kz              | Yerican         | Lesmart                |
| Isurus         | Khai Mạc 2019             | pan             | OnFleek KinG    | Kaze            | Gavotto Demi    | Shadow          | Kouke                  |
| Leviatan       | Bế Mạc 2023               | Jauny           | Ganks           | Cotopaco        | VirusFx         | IgnaVilu1 Mun   | Yostin                 |
| Movistar R7    | Khai Mạc 2019             | Summit          | Oddie Daiky     | Lava            | Ceo             | Lyonz           | Khynm                  |
| Six Karma      | Khai Mạc 2023             | Acce            | Mataz           | Seiya           | 5kid            | Reble           | Yeti                   |

## Thống kê từng mùa
*   Đội đã đổi tên hoặc giải tán.
| Năm  | Mùa      | Quán quân        | Á quân         | Hạng 3           |
| ---- | -------- | ---------------- | -------------- | ---------------- |
| 2019 | Khai mạc | Isurus           | Rainbow7       | All Knights      |
| 2019 | Bế mạc   | Isurus           | All Knights    | Infinity Esports |
| 2020 | Khai mạc | All Knights      | Isurus         | Rainbow7         |
| 2020 | Bế mạc   | Rainbow7         | All Knights    | Isurus           |
| 2021 | Khai mạc | INFINITY Esports | Furious Gaming | All Knights      |
| 2021 | Bế mạc   | INFINITY Esports | Estral Esports | Furious Gaming   |
| 2022 | Khai mạc | Team Aze*        | Estral Esports | Rainbow7         |
| 2022 | Bế mạc   | Isurus           | Estral Esports | Team Aze*        |
| 2023 | Khai mạc | Movistar R7      | Six Karma      | Estral Esports   |
| 2023 | Bế mạc   | Movistar R7      | Estral Esports | Six Karma        |
| 2024 | Khai mạc | Estral Esports   | Movistar R7    | Isurus           |
| 2024 | Bế mạc   | Movistar R7      | INFINITY       | Isurus           |

### Xếp hạng đội tuyển
*   Đội đã đổi tên hoặc giải tán.
| Đội              | 1 | 2 | 3 | Tổng số |
| ---------------- | - | - | - | ------- |
| Movistar R7      | 4 | 2 | 2 | 8       |
| Isurus           | 3 | 1 | 3 | 7       |
| INFINITY Esports | 2 | 1 | 1 | 4       |
| Estral Esports   | 1 | 4 | 1 | 6       |
| All Knights      | 1 | 2 | 2 | 5       |
| Team Aze*        | 1 | 0 | 1 | 2       |
| Furious Gaming   | 0 | 1 | 1 | 2       |
| Six Karma        | 0 | 1 | 1 | 2       |